# Man of the Forest (film 1921)
Man of the Forest è un film muto del 1921 diretto da Howard Hickman.
La sceneggiatura si basa sul romanzo omonimo di Zane Grey che sarebbe poi stato portato sullo schermo nel 1926 da un altro film intitolato sempre Man of the Forest per la regia di John Waters. Nel 1933, la Paramount ne produsse una versione sonora, ancora con il titolo Man of the Forest; il film, interpretato da Randolph Scott, Harry Carey e Noah Beery, fu diretto da Henry Hathaway.

## Trama
Al Auchincloss manda i nipoti Helen e Bo come aiuto per Milt Dale, un uomo che vive da solo nella foresta. Al ranch, si trova anche Harvey Riggs, un poco di buono legato a Beasley, un contrabbandiere. Riggs, che ha messo gli occhi su Helen, è ostacolato nelle sue mire dal fatto che la ragazza fila d'amore e d'accordo con Milt. Decide quindi di rapire Helen, di avvelenare Auchincloss e di sbarazzarsi di Milt, accusandolo con prove false. Milt riuscirà a salvare Helen, a provare la propria innocenza e a riprendere felicemente la sua storia d'amore.

## Produzione
Il film fu prodotto dalla Zane Grey Pictures, una piccola compagnia che, dal 1919 al 1921, produsse cinque pellicole tratte da romanzi del popolare scrittore di genere western Zane Grey. Nel 1921, uscirono Man of the Forest e The Mysterious Rider. Il primo di questi, si basava sul romanzo The Man of the Forest, pubblicato a New York nel 1920.

## Distribuzione
Distribuito dalla W.W. Hodkinson, uscì nelle sale cinematografiche USA nel giugno 1921.